# Karabin maszynowy Browning wz. 28

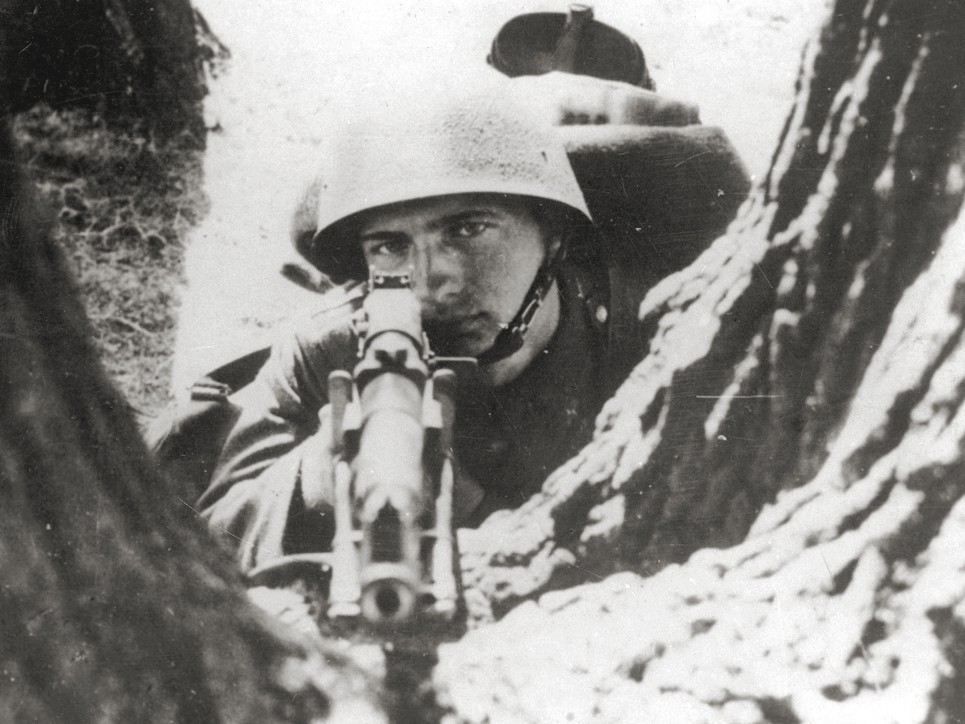
Zdjęcie celowniczego rkm-u wz. 28 wykonane podczas letnich manewrów w 1938 roku. W okresie powojennym stało się ono ikoną kampanii wrześniowej 1939.

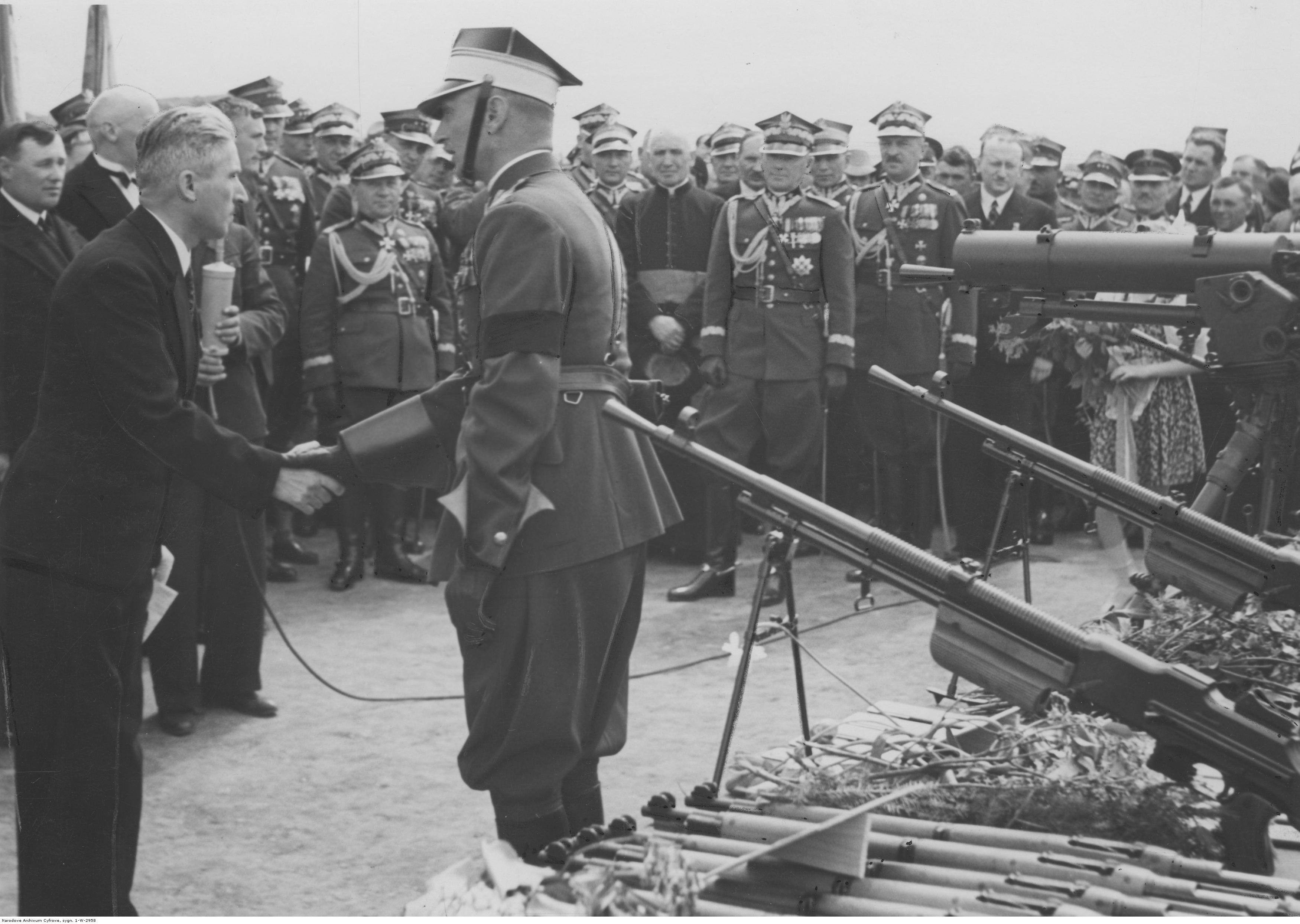
Zdjęcie przedstawiające przekazanie sprzętu wojskowego zakupionego ze zbiórek publicznych. Widoczne m.in. rkm-y wz. 28 i ckm wz. 30.

Ręczny karabin maszynowy „Browning” wz. 28 (Rkm wz. 28) – polski ręczny karabin maszynowy z okresu międzywojennego. Konstrukcyjnie oparty na karabinie Browning M1918. Karabin ten w okresie wojny obronnej we wrześniu 1939, stanowił podstawową broń wsparcia na szczeblu plutonu Wojska Polskiego.

## Historia
W listopadzie 1918 Polska po 123 latach zaborów odzyskała niepodległość. Na wyposażeniu nowo tworzącego się Wojska Polskiego znalazło się wiele typów ręcznych i lekkich karabinów maszynowych. Były to karabiny odziedziczone po zaborcach, pochodzące z zakupów zagranicznych oraz otrzymane w ramach pomocy wojskowej. Taka różnorodność uzbrojenia powodowała problemy logistyczne, ponadto duża część tej broni nie była w dobrym stanie technicznym.
Podstawowym modelem ręcznego karabinu maszynowego Wojska Polskiego w pierwszych latach po odzyskaniu niepodległości był francuski Chauchat. Jednak nie cieszył się on dobrą opinią – stawiał obsłudze wysokie wymagania. Ponadto strzelał amunicją 8 mm × 50R, przeznaczoną do wycofania, ponieważ w roku 1921 podstawową amunicją karabinową Wojska Polskiego została amunicja 7,92 mm Mausera. Decyzja ta wynikała m.in. z przekazania Polsce w 1921 przez Radę Ambasadorów urządzeń i maszyn byłej pruskiej fabryki broni Königliche Gewehrfabrik.
W tym okresie amunicją 7,92 mm Mauser nie strzelał żaden typ rkm-u. Wynikało to z pierwszowojennej niemieckiej doktryny walki piechoty, gdzie rolę wspierającą atak piechoty miał spełniać lekki karabin maszynowy (MG 08/15 lub LMG M15). Jednak były to tylko nieco „odchudzone” ciężkie karabiny maszynowe i wykorzystywanie ich jako broni towarzyszącej podczas szturmów było bardzo problematyczne. Co prawda pod koniec I wojny światowej w Zakładach Rheinmetall powstał projekt niemieckiego rkm-u, jednak nie wszedł on do produkcji przed zakończeniem wojny.
W lipcu 1924 w Warszawie odbył się konkurs na ręczny karabin maszynowy dla Wojska Polskiego. Nie przyniósł on decydującego rozstrzygnięcia, jednak udało się wyłonić kilku uczestników, których zaproszono do drugiej części, która odbyła się na początku 1925. W konkursie wzięły udział następujące konstrukcje:
- Colt Model 1924 Automatic Rifle (Browning) zgłoszony przez Fabrique Nationale de Herstal
- Madsen M/24
- Farquhar Mk I
- Vickers-Berthier Mk I
- Hotchkiss Mle 1922
- Lewis Mle 1923
- Châtellerault Mle 1924
- Praha I-23[4].

Do kolejnego etapu zakwalifikowano karabiny Colta, Hotchkissa oraz Lewisa. Po rozpatrzeniu wyników przez Komitet do Spraw Uzbrojenia i Sprzętu (KSUS) zalecono rezygnację z przeprowadzenia kolejnego etapu prób, zamknięcie konkursu, wybór rkm-ów Colta i zakup egzemplarzy karabinu do prób wojskowych. Brakowało jednak pieniędzy na zakup serii próbnej. Do sprawy powrócono po roku i zamówiono 36 egzemplarzy ulepszonego rkm-u Browning M1925. Następnie wraz z karabinami Hotchkiss Mle22 i Lewis Mle23 przydzielono je trzem pułkom piechoty do testów poligonowych.
Na podstawie tych prób w 1927 podjęto ostateczną decyzję o zakupie karabinów Browning wraz z licencją na późniejsze ich wytwarzanie w Państwowej Fabryce Karabinów w Warszawie. 10 grudnia 1927 podpisano kontrakt dotyczący zamówienia przez Polskę 10 000 karabinów Browning w firmie Fabrique Nationale (FN) odpowiednio zmodyfikowanych według przekazanych wymagań technicznych. FN w kontrakcie zobowiązała się dostarczyć karabiny do końca września 1929 roku i jednocześnie przekazać Polsce za osobną opłatą dokumentację techniczną umożliwiającą podjęcie produkcji licencyjnej. Zamówienie to spowodowało jednak pewne problemy w belgijskiej wytwórni. W tym czasie dział produkcyjny FN był przytłoczony zamówieniami na nowy karabinek systemu Mausera. Ponadto po pewnym czasie okazało się, że przedstawiciele firmy FN wprowadzali polską stronę w błąd, mówiąc, że karabiny prezentowane w konkursie pochodzą z belgijskiej produkcji. W rzeczywistości były to karabiny amerykańskie, ponieważ belgijskie zakłady dopiero szykowały się do wdrożenia rkm-ów Browning do produkcji. Poprawki, których żądała strona polska (dostosowanie do amunicji 7,92 mm Mauser, zmiana celownika na szczerbinkowy, inny dwójnóg i chwyt pistoletowy), wprowadzano w biegu. Aby rozpocząć produkcję karabinów w zakładach FN, należało wcześniej konwertować oryginalne rysunki z wymiarów calowych na metryczne. Okazało się, że to zadanie jest trudniejsze, niż początkowo myślano – w dokumentacji amerykańskiej były błędy, które następnie powielono. Szybko okazało się również, że firma FN nie miała w ogóle praw do odsprzedaży licencji.
Wszystkie te sprawy spowodowały półroczne opóźnienia dostaw karabinów do Polski – zakończono je dopiero w lutym 1930. Ponadto w dostarczonej w roku 1928 dokumentacji były braki, a sprawa licencji była niepewna. W 1930 w Fabryce Karabinów w Warszawie powołano zespół konstrukcyjny, który miał się zająć analizą pomiarową dostarczonych karabinów, by uzupełnić otrzymaną dokumentację. Podczas tych prac napotkano na wiele błędów w dostarczonej dokumentacji, wobec czego strona polska zażądała w końcu dokumentacji oryginalnej i wtedy to wyszły na jaw machinacje Belgów. Spowodowało to, że oburzona strona polska wypowiedziała kontrakt w części dotyczącej opłat za dokumentację, płacąc jedynie za dostarczoną broń. Później na skutek ugody pozasądowej Polska strona zapłaciła jeszcze 125 000 dolarów za cześć dostarczonej dokumentacji. Zaoszczędzono w ten sposób ponad 200 000 dolarów, które przeznaczono na dokończenie prac nad dokumentacją w Polsce.
Produkcję rkm-u Browning wz. 28 w Polsce rozpoczęto w 1930, jednak początkowo odbywała się ona na małą skalę. W pierwszej serii wojsko zamówiło tylko 600 karabinów, co wynikało z trudności budżetowych spowodowanych wielkim kryzysem finansowym, który wybuchł pod koniec 1929. W późniejszych latach zamówienia wojska również nie były duże. Ogółem w latach 1930–1939 Fabryka Karabinów w Warszawie dostarczyła Wojsku Polskiemu ok. 11 000 ręcznych karabinów maszynowych Browning wz. 28. Pewną, aczkolwiek niedużą liczbę rkm-ów wz. 28 zamówiły jeszcze polskie formacje paramilitarne (Policja Państwowa i Straż Graniczna). Ponadto za granicę za pośrednictwem spółki SEPEWE w latach 1936–1938 sprzedano jeszcze 1880 karabinów Browning wz. 28. Do największych odbiorców należała republikańska Hiszpania oraz kraje Bliskiego Wschodu. Ogółem w latach 1930–1939 Fabryka Karabinów wyprodukowała 13–14 tys. rkm-ów wz. 28, co stanowiło tylko ułamek jej zdolności produkcyjnych.
W połowie lat 30. XX wieku cena jednego egzemplarza rkm-u wz. 28 z przybornikiem oraz kompletem części zapasowych wynosiła ok. 2060 zł.

## Modernizacja rkm-ów wz. 28
Podczas produkcji karabinów Browning wz. 28 w Polsce wprowadzono szereg modernizacji wynikających z doświadczeń użytkowników. Do pierwszych modyfikacji należały: udoskonalenia konstrukcji regulatora gazowego i tłoka, zmiana wyrzutnika i sprężyny zaczepu kurkowego. Wzmocniono też połączenie lufy z komorą zamkową. Autorem większości zmian był mjr Władysław Ostrowski z CSS w Toruniu.
W późniejszym czasie wprowadzono modyfikacje umożliwiające strzelanie przeciwlotnicze – dodano podstawę do muszki kołowej wz. 29. Z czasem zmieniono także kształt kolby (zapożyczony z lkm MG 08/15 – kolba tzw. „rybi ogon”), tak aby strzelanie w postawie leżąc było wygodniejsze oraz dla wygody strzelca zmniejszono wymiary szczerbinki i dodano pierścieniową osłonę muszki.
Chcąc zminimalizować koszty szkolenia, rozważano pomysł opracowania wariantu szkolnego rkm-u wz. 28, który strzelałby amunicją szkolną bocznego zapłonu .22 Long Rifle. Odpowiedni prototyp zbudował inż. Józef Maroszek z Fabryki Broni, jednak karabin szkolny nie trafił do produkcji seryjnej.
Pod koniec lat 30. XX wieku postanowiono przeprowadzić głębszą modernizację broni. W jej ramach postanowiono poprawić celność, stosując nowy typ dwójnogu, kolbę z rozkładaną oporą ramieniową oraz wyposażając karabin w hamulec wylotowy. Innym celem modernizacji było zastosowanie szybkowymiennej lufy. Próby z systemami szybkowymiennej lufy zaowocowały powstaniem dwóch zmodernizowanych modeli karabinku Browning wz. 28, przygotowanych na potrzeby konkursów zagranicznych: rkm wz. 28/38B z przeznaczeniem na konkurs bułgarski oraz rkm wz. 28/39T – dla Turcji. W przypadku pierwszego system wymiany lufy zapożyczono z belgijskiego karabinu FN Mle D, zaś w przypadku wz. 28/39T system wzorowano na tym zastosowanym w szwedzkim rkm-ie Kg m/37. Do wybuchu wojny żaden z nich nie wszedł jednak do produkcji seryjnej.
Niektóre z ulepszeń opracowanych przy pracach nad modernizacją karabinu Browning wz. 28 wykorzystano potem w konstrukcji lotniczego karabinu maszynowego wz. 37 „Szczeniak”.

## Opis konstrukcji

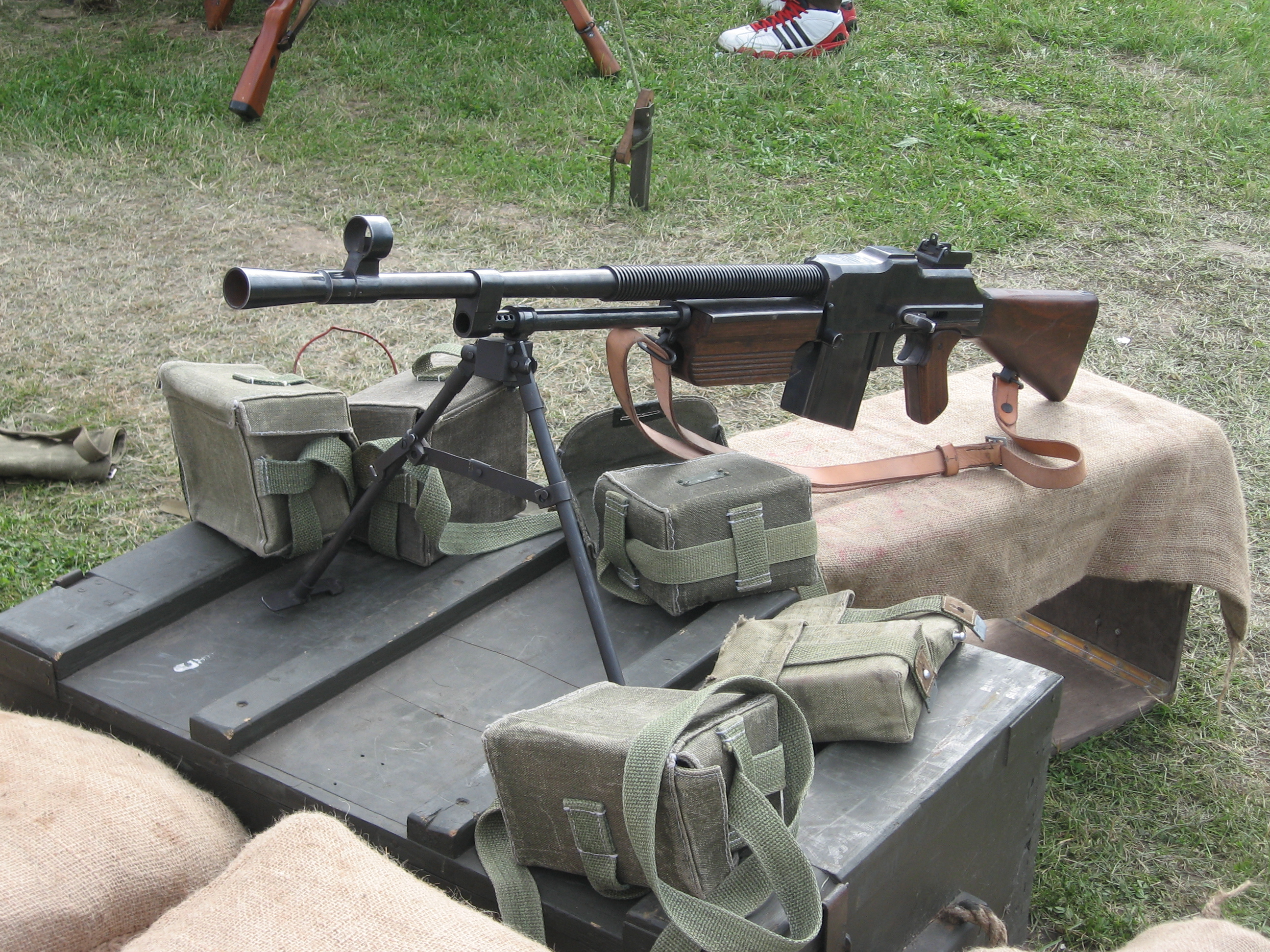
Rkm Browning wz. 28 z rozłożonym dwójnogiem

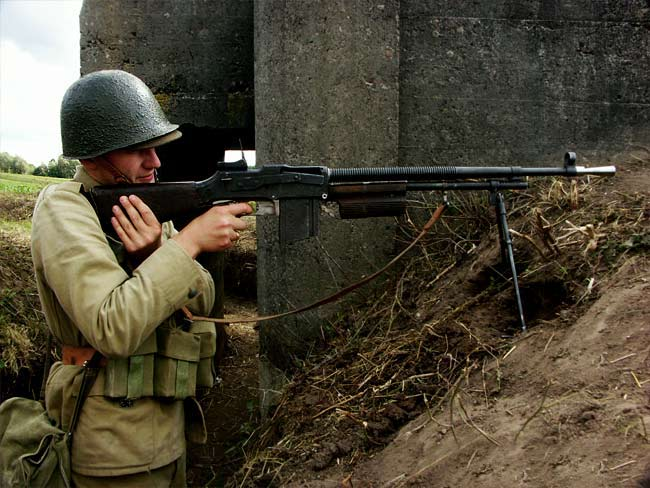
Rekonstruktor z ręcznym karabinem maszynowym wz. 28 na pozycji strzeleckiej. Karabin we wczesnej odmianie – z kolbą karabinową i bez gniazda na celownik przeciwlotniczy na lufie. Celowniczy w standardowym mundurze żołnierza piechoty z 1939 roku.

Ręczny karabin maszynowy „Browning” wz. 28 był bronią samoczynną z nieruchomą lufą, chłodzoną powietrzem. Działa na zasadzie wykorzystania części gazów prochowych, uchodzących przez boczny otwór lufy. Gazy te naciskały na tłok, co wprowadzało mechanizmy broni w odpowiedni ruch. Ryglowanie karabinu odbywało się za pomocą wahliwego rygla połączonego przegubowo z trzonem zamkowym i poprzez dźwignię z kurkiem suwadła. Rączka do napinania zamka umieszczona była z lewej strony komory zamkowej. Strzelanie odbywało się z zamka otwartego. Broń umożliwia strzelanie ogniem ciągłym oraz pojedynczym. Rolę przełącznika rodzaju ognia pełnił bezpiecznik.
Rkm wz. 28 konstrukcyjnie oparty był na amerykańskim karabinie Browning M1918. Zmiany w stosunku do pierwowzoru obejmowały przede wszystkim zmianę kalibru na 7,92 mm (zamiast 7,62 mm), przeniesienie mocowania dwójnogu z końca lufy pod rurę gazową, zastosowanie płoz zamiast ostróg w dwójnogu, obrócenie celownika (co skutkowało przesunięciem szczerbinki o ok. 5 cm) oraz dodanie chwytu pistoletowego. Ponadto wydłużono lufę do 611 mm i dokonano drobnych zmian w konstrukcji tłoka, regulatora gazowego, wyrzutnika łusek oraz sprężyny zaczepu kurkowego.
Karabin posiadał masywną lufę z karbami chłodzącymi zwiększającymi powierzchnię odprowadzającą ciepło. Miała ona długość 611 mm i masę 2,45 kg. Lufa była gwintowana, gwint prawoskrętny o czterech bruzdach. Na wylot lufy nakręcano ochraniacz, tłumik płomieni lub w czasie ćwiczeń odrzutnik do strzelania amunicją ślepą. Miał on mniejszą średnicę wewnętrzną od lufy (4,92 mm) i służył do niszczenia drewnianego pocisku ślepej amunicji, co jednocześnie powodowało wzrost siły odrzutu umożliwiającej przeładowanie broni.
Pod lufą znajdowała się rura gazowa, zabezpieczona od dołu drewnianą nakładką. Do rury gazowej mocowany był składany dwójnóg. Nóżki dwójnogu zakończone były płozami.
Karabin posiadał stałą kolbę wykonaną z drewna orzechowego. Wewnątrz niej mieściła się sprężyna powrotna oraz osłabiacz odrzutu. Kolba zakończona była metalowym trzewikiem – stopką.
Zastosowane przyrządy celownicze składały się z pryzmatycznej muszki oraz ramkowego celownika z trójkątną szczerbinką. Przy celowaniu na odległość do 300 m korzystało się z muszki i celownika stałego, czyli szczerbinki umieszczonej na końcu leżącej ramki. Natomiast przy strzelaniu na odległość powyżej 300 m celowniczy unosił ramkę i następnie przesuwał suwak celownika z wyciętą w nim drugą szczerbiną na odpowiednią wartość wygrawerowaną na ramce. Wartości to wynosiły od 400 do 1600 m.
Rkm Browning wz. 28 zasilany był z dwurzędowego magazynka pudełkowego o pojemności 20 naboi. Masa pustego magazynka wynosiła 0,26 kg, zaś załadowanego 0,72 kg. Karabin strzelał amunicją 7,92 x 57 mm Mauser. Stosowano naboje z pociskami: zwykłym („S”), ciężkim („SC”), przeciwpancernym („P”), zapalającym („Z”), przeciwpancerno-zapalającym („PS”), a także specjalne naboje ślepe (z drewnianymi pociskami). Prędkość początkowa pocisków wynosiła od 760 do 860 m/s (zależnie od typu pocisku).
Dla rkm-u Browning wz. 28 do strzelania przeciwlotniczego stosowano trójnogi uniwersalne wz. 29. Potem opracowano nowy typ metalowego trójnogu.
W ocenie użytkowników rkm wz. 28 miał bardzo dobrą opinię, co potwierdziły doświadczenia kampanii wrześniowej. Chwalono dobrą manewrowość ogniową i jakość wykonania, a także użycie masywnej lufy i dobre wyważenie broni. Broń była dosyć celna – z odległości 100 m przy sześciu strzałach dobry strzelec potrafił osiągnąć skupienie mniejsze niż 20 cm (pierwszy strzał nie był liczony – oddawany był dla rozgrzania lufy). Karabin Browning wz. 28 był prosty w obsłudze i odporny na uszkodzenia. Zacięcia występowały rzadko, a ich przyczyną była zazwyczaj niestaranna konserwacja. Wadą karabinów było natomiast trudniejsze rozbieranie i składanie broni, jednak w przypadku rzadkich zacięć nie było to takie istotne. Do wad można też zaliczyć pracochłonny proces produkcji, co rzutowało na cenę broni, a także szybkie przegrzewanie się lufy. Tę ostatnią wadę starano się przed wojną wyeliminować, pracując nad systemem szybkiej wymiany lufy. Zalecanym rozwiązaniem tymczasowym było okładanie luf mokrymi szmatami oraz odciąganie zamka do tyłu podczas każdej przerwy ogniowej (lepsza wentylacja przewodu lufy).

## Użytkownicy i zastosowanie bojowe
Głównym użytkownikiem rkm-ów wz. 28 było Wojsko Polskie i wchodzący w jego skład Korpus Ochrony Pogranicza. Inne polskie formacje mundurowe posiadały raczej znikome ilości tej broni. Straż Graniczna w roku 1930 zakupiła 9 sztuk z przeznaczeniem dla Centralnej Szkoły SG. Potem SG nie prowadziła już zakupów tego karabinu. Otrzymała za to pewną liczbę rkm-ów wz. 28, które zakupiono ze środków pochodzących ze zbiórek publicznych. Ponadto w 1939 Straż Graniczna otrzymała partię 67 karabinów wz. 28 pochodzących z zapasów wojskowych. Kolejnym użytkownikiem byłą Policja Państwowa, która zakupiła niewielką liczbę karabinów wz. 28. Rozdysponowano je następnie pomiędzy wybrane komendy wojewódzkie.
Ogółem 1 września 1939 Wojsko Polskie oraz inne polskie formacje mundurowe dysponowały ponad 21 000 karabinów maszynowych wz. 28.
Poza tym w latach 1936-1938 z pomocą spółki SEPEWE sprzedano za granicę 1880 rkm-ów wz. 28. Do największych odbiorców należały republikańska Hiszpania (użyte podczas wojny domowej w Hiszpanii) oraz niektóre kraje Bliskiego Wschodu. Pojedyncze egzemplarze sprzedano też m.in. do Chin i Grecji.
Po kampanii wrześniowej pewna liczba ręcznych karabinów maszynowych wz. 28 dostała się w ręce Niemców oraz Sowietów. Niemcy zdobytą broń chętnie przyjmowali na wyposażenie – trafiała ona do jednostek drugiego rzutu oraz rezerwy. Karabinom nadano oznaczenia 7,9 mm le MG 28(p), a także 7,9 mm le MG 154/1(p) (wersja z kolbą typu „rybi ogon”) i 7,9 mm le MG 154/2(p). Ponadto kontynuowano produkcję rkm-ów, aż do wyczerpania zapasów części zgromadzonych w Fabryce Karabinów – prawdopodobnie do końca 1940 roku. Inaczej wyglądało to w ZSRR. Tam zdobytą broń kierowano od razu do magazynów. Wykorzystano ją dopiero w czasie wojny z Niemcami, kiedy sięgano do wszelkich rezerw.

### Rkm wz. 28 w Wojsku Polskim

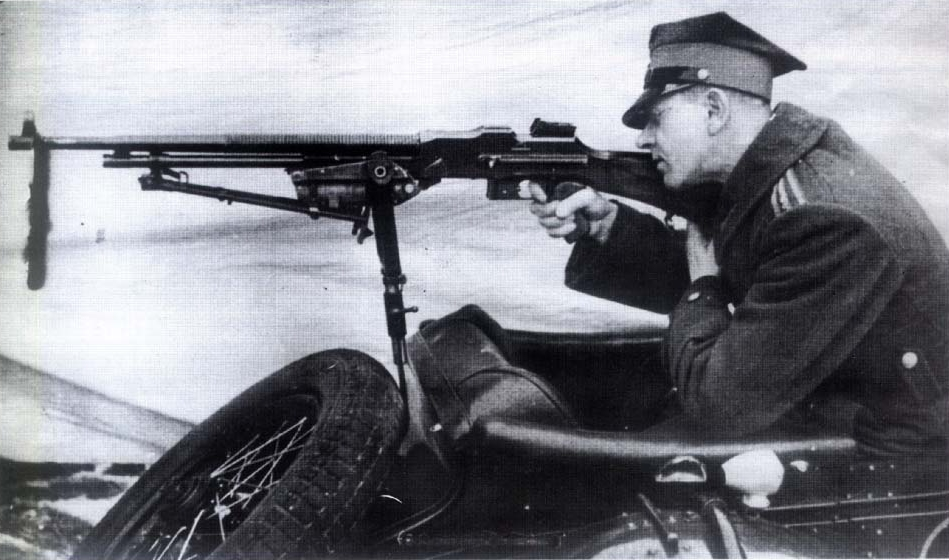
Zdjęcie prezentujące rkm wz. 28 zamocowany do strzelań przeciwlotniczych na motocyklu Sokół 1000

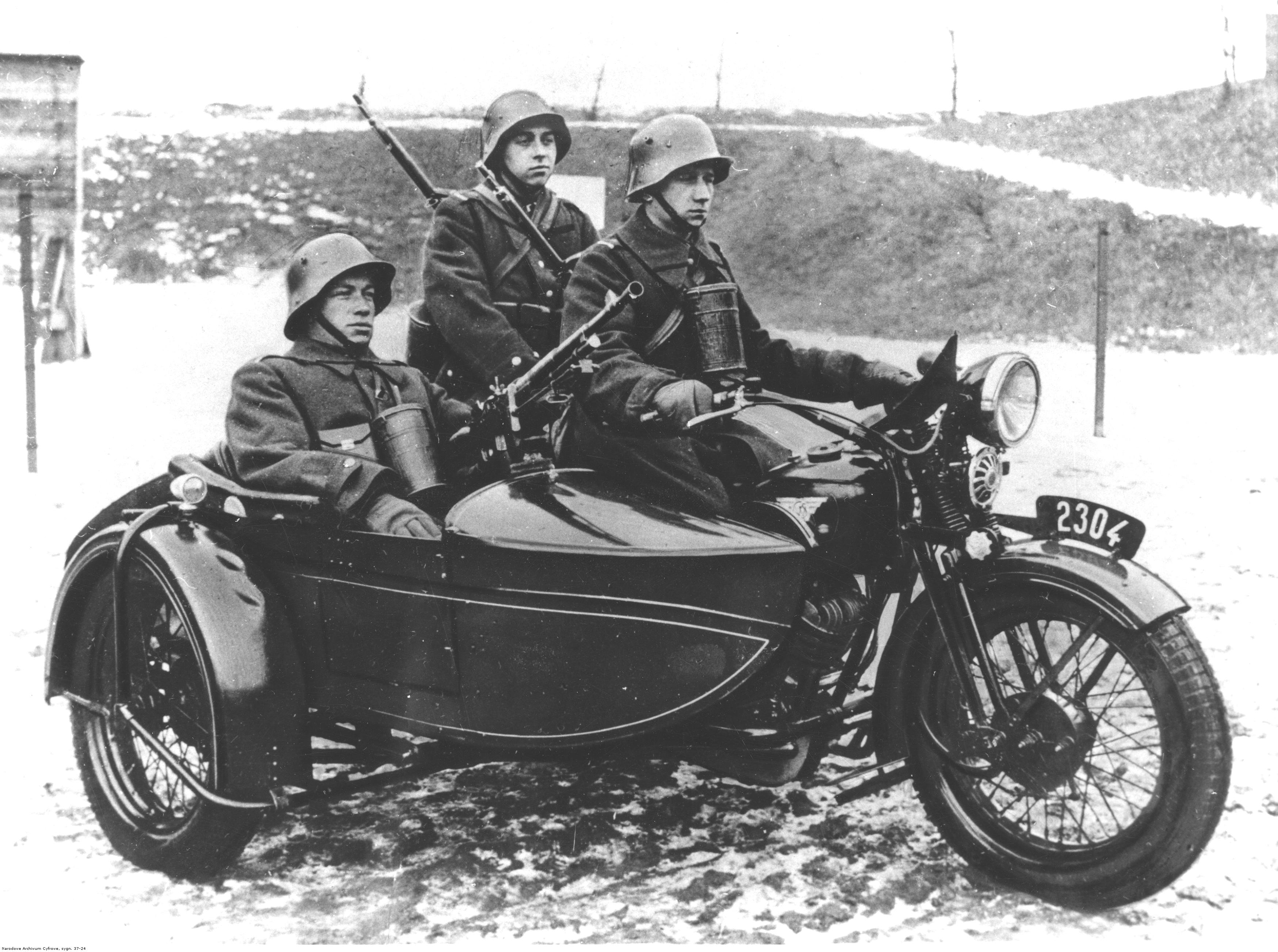
Motocykliści z 10 BK. Rkm wz. 28 zamocowany na koszu motocykla Sokół 1000

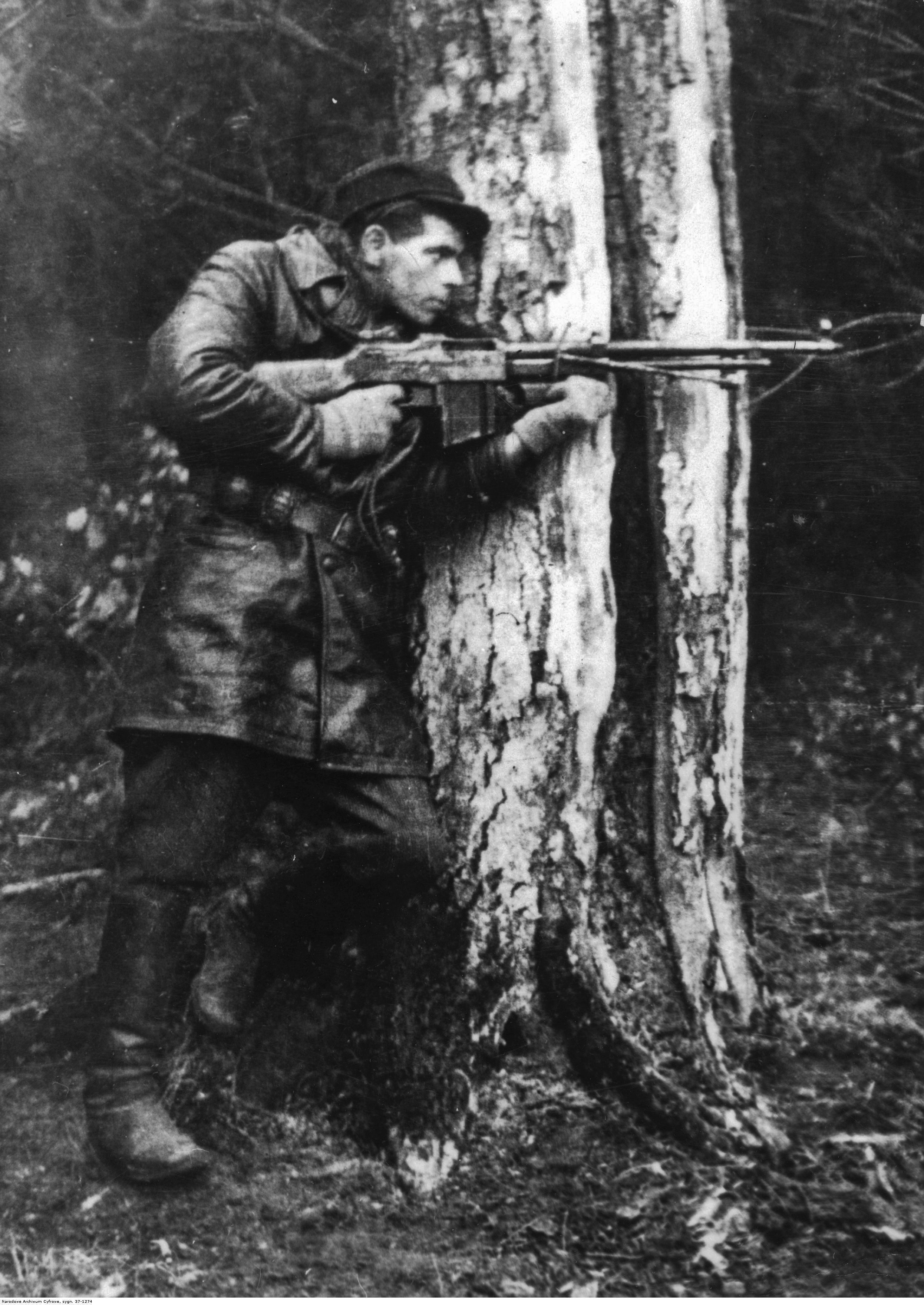
Zdzisław de Ville ps. „Zdzich” z oddziału Jędrusie z wz. 28

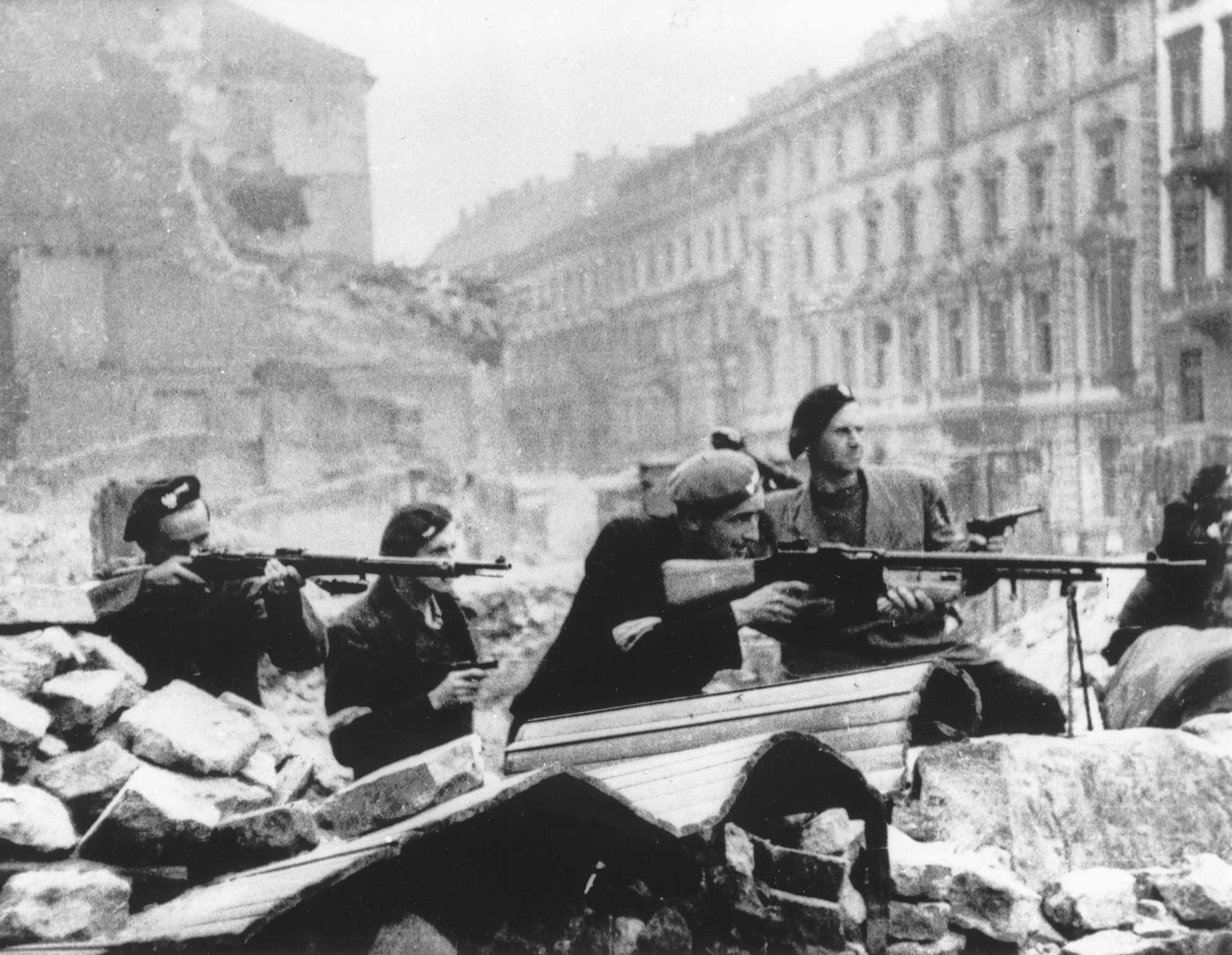
Wykorzystanie rkm Browning wz. 28 podczas powstania warszawskiego

Ręczne karabiny maszynowe wz. 28 znajdowały się na wyposażeniu polskiej piechoty, kawalerii i jednostek pancerno-motorowych. Ponadto wykorzystywano je jako broń przeciwlotniczą.
Pierwszym rodzajem wojsk w całości przezbrojonym w rkm-y wz. 28 była kawaleria (do marca 1930 roku). W przypadku kawalerii sekcja ręcznego karabinu maszynowego znajdowała się dopiero w hierarchii plutonu. W szwadronie znajdowały się cztery karabiny wz. 28 (po ograniczeniu w roku 1935 liczby plutonów do trzech, czwarty karabin został przydzielony do pocztu dowódcy). W roku 1936 w składzie pułków kawalerii rozpoczęto formowanie plutonów kolarzy. W składzie plutonu kolarzy znajdowały się trzy rkm-y wz. 28. Łącznie zgodnie z etatem w pułku kawalerii znajdowało się 17 ręcznych karabinów maszynowych wz. 28. Ogółem trójpułkowa brygada kawalerii dysponowała ok. 90 karabinami wz. 28, zaś czteropułkowa – ok. 140.
Sekcja ręcznego karabinu maszynowego wz. 28 w kawalerii liczyła pięciu żołnierzy: karabinowy (w stopniu starszego ułana), celowniczy, amunicyjny oraz dwóch koniowodnych (w stopniu ułanów), ponadto dysponowała własnym koniem jucznym do przenoszenia amunicji. Rkm był transportowany przez celowniczego na plecach z użyciem specjalnego noszaka. Noszak wykonany był ze skóry obciągniętej na szkielecie ze stalowych prętów z uchwytami do mocowania broni. Amunicję przenosiło tylko trzech żołnierzy sekcji: karabinowy, celowniczy i amunicyjny. Oprócz rkm-u uzbrojeniem sekcji były karabinki z bagnetami oraz szable.
W przypadku plutonów kolarzy przydzielonych pułkom kawalerii rkm-y przewożono na rowerach, na dwa sposoby: karabiny ze starą kolbą wożono pod ramą w standardowym uchwycie na broń – lufą w przód, natomiast egzemplarze z kolbą typu „rybi ogon” wożono w uchwytach pod poziomą rurą ramy – kolbą w przód (nie mieściły się one w standardowym uchwycie).
Dostawy karabinów wz. 28 do oddziałów piechoty rozpoczęły się w listopadzie 1930. W piechocie pluton liniowy dysponował trzema rkm-ami, zaś kompania dziewięcioma. Batalion składający się z trzech kompanii miał na swoim stanie 27 karabinów wz. 28. W pułku piechoty było 81 rkm-ów, które znajdowały się na uzbrojeniu batalionów oraz dwa w kwatermistrzostwie i cztery w pułkowej kompanii rozpoznawczej. Razem daje to 87 ręcznych karabinów maszynowych wz. 28 w pułku piechoty. W przypadku dywizji składającej się z trzech pułków łączna liczba rkm-ów wz. 28 wynosiła od 276 do 320 (zależnie od źródeł).
W strukturze drużyny strzeleckiej piechoty znajdowała się wydzielona sekcja rkm-u. Sekcja ta składała się z czterech żołnierzy: karabinowy (w stopniu starszego szeregowego), celowniczy (w stopniu strzelca) oraz dwaj amunicyjni (również w stopniu strzelca). Dowódcą sekcji był karabinowy, którego zadaniem było wybranie stanowiska ogniowego oraz przydzielanie celów celowniczemu. Na rozkaz dowódcy drużyny mógł on także pełnić funkcję obserwatora. Karabinowy uzbrojony był w karabinek z bagnetem. Celowniczy miał za zadanie prowadzić ognień z rkm-u oraz nosić go. Jego uzbrojeniem oprócz rkm-u był luźny bagnet. Zadaniem amunicyjnych było przenoszenie połowy podręcznego zapasu amunicji (drugą przenosili karabinowy i celowniczy), podawanie załadowanych magazynków celowniczemu, uzupełnianie zapasu amunicji (z plutonowej biedki amunicyjnej) oraz ochrona stanowiska przed niespodziewanymi atakami. Ich uzbrojenie stanowiły karabinki z bagnetami.
W piechocie jednostka ognia (JO) dla rkm-u wz. 28 wynosiła 500 nabojów. Etat przewidywał dla każdego karabinu w plutonie 4 JO: jedną przenoszoną przez obsługę, dwie w biedce amunicyjnej plutonu oraz jedną w kompanijnym wozie amunicyjnym.
Ręczne karabiny maszynowe wz. 28 znajdowały się także na uzbrojeniu 10 Brygady Kawalerii i Warszawskiej Brygady Pancerno-Motorowej. 10 Brygada karabiny otrzymała pod koniec 1938 roku. W przypadku zmotoryzowanych pułków ułanów i strzelców konnych (24 Pułk Ułanów i 10 Pułk Strzelców Konnych), każdy ze szwadronów miał dziewięć rkm-ów. W plutonie motocyklowym było sześć dodatkowych karabinów wz. 28 (przewożone na wózkach bocznych motocykli Sokół 1000 zamontowane w sposób umożliwiający prowadzenie ognia w ruchu) oraz jeden w poczcie dowódcy pułku – przewożony w samochodzie dowódcy pułku (PF 508 Łazik), w stojaku między fotelami. Ponadto w dywizjonie rozpoznawczym 10 BK był jeden karabin w poczcie dowódcy i po trzy w czterech plutonach dywizjonu. W sumie w 10 BK znajdowało się około 100 rkm-ów wz. 28. W przypadku WBP-M liczba rkm-ów była większa – blisko 200.
Rkm-y wz. 28 znalazły się także jako broń zapasowa w części tankietek TK-3. Karabin mógł być wykorzystany jako broń przeciwlotnicza po osadzeniu w specjalnym uchwycie umieszczonym na prawej burcie tankietki.
Ręczne karabiny maszynowe wz. 28 od roku 1936 wykorzystywano jako pomocnicze uzbrojenie (obok ckm-ów) w niektórych schronach bojowych budowanych przy granicy z ZSRR oraz na terenie Obszaru Warownego „Śląsk”. W schronach budowanych w latach 1936-1939 projektowano od 1 do 5 stanowisk dla rkm-ów przewidywanych do obrony bezpośredniej i likwidowania martwych pól. Ponadto planowano wykorzystanie karabinów wz. 28 także do ochrony wnętrza schronu bojowego. Kilka stanowisk umieszczono w ten sposób, żeby było możliwe przestrzeliwanie korytarza i wejść. Na uzbrojeniu schronu znajdowało się zazwyczaj od jednego do trzech rkm-ów wz. 28.
Korpus Ochrony Pogranicza otrzymał pierwsze rkm-y wz. 28 już w styczniu 1930 roku. Zastąpiły one używane dotąd rkm-y Chauchat wz. 15 i lkm-y Bergmann wz. 1915. Na kompanię piechoty KOP przydzielono 8 rkm-ów wz. 28. Ponadto dodatkowe karabiny (29 sztuk) otrzymały plutony odwodowe dowódców pułków „Głębokie” i „Wilejka”. W maju 1930 roku kawaleria KOP miała na swym stanie 80 karabinów maszynowych wz. 28 – po cztery na każdy z 20 szwadronów. Nowy etat szwadronu przewidywał jednak tylko dwa rkm-y na każdy szwadron lub dywizjon.
Ogółem do wybuchu wojny KOP otrzymał ok. 1500 karabinów wz. 28.
Karabiny Browning wz. 28 były powszechnie używane podczas kampanii wrześniowej – od 1 września do 6 października 1939. Załoga Westerplatte dysponowała 17 sztukami tej broni. Ostrzał prowadzono z okien wartowni oraz ze strzelnic izb bojowych. Rkm placówki „Wał” najprawdopodobniej zadał Wermachtowi pierwsze straty w ludziach, otwierające bilans strat niemieckich w II wojnie światowej.
Karabiny wz. 28 wykorzystywano oczywiście podczas kolejnych walk z nieprzyjacielem, także do obrony przeciwlotniczej. Relacje żołnierzy potwierdzają skuteczność karabinu używanego w tym charakterze, chociaż brakuje danych dotyczących liczby zestrzelonych samolotów.
Po zakończeniu kampanii wrześniowej dużą liczbę karabinów wz. 28 polscy żołnierze ukryli, by nie wpadły w ręce nieprzyjaciela. Broń znalazła się potem na wyposażeniu oddziałów partyzanckich ZWZ-AK, Batalionów Chłopskich, GL-AL oraz NSZ. Karabinów było na tyle dużo, że w warunkach konspiracji rozpoczęto nawet produkcję niektórych części do rkm (np. magazynków). Browningów wz. 28 użyto także podczas powstania warszawskiego.

## Użytkownicy
- Polska
- Chiny
- Królestwo Grecji
- Hiszpania
- Hiszpania
- III Rzesza
- Palestyna – 126
- ZSRR